# Juillet 1947
Cette page présente les faits marquants du mois de juillet 1947.

## Événements
- 2 juillet :
  - Clôture de la conférence de Paris sur le plan Marshall (début le 27 juin). Les Soviétiques rejettent finalement l’offre américaine. Staline donne l’ordre aux Partis communistes occidentaux de le saborder.
  - Premier vol du prototype de chasseur soviétique MiG I-310, précurseur du Mikoyan-Gourevitch MiG-15.

- 3 juillet : Amir Sjarifuddin est nommé Premier ministre indonésien.

- 5 juillet : Larry Doby devient le premier joueur noir à prendre part à un match de la Ligue américaine de baseball.

- Dimanche 6 juillet : votations fédérales en Suisse. Le peuple approuve, par 556 803 oui (53,0 %) contre 494 414 non (47,0 %), la révision des articles de la constitution fédérale relatifs au domaine économique et par 862 036 oui (80,0 %) contre 215 496 non (20,0 %), la loi fédérale sur l’assurance-vieillesse et survivants (AVS).

- 7 juillet :
  - Au Québec, André Laurendeau démissionne comme chef provincial du Bloc populaire. Il ne s'entendait plus depuis quelque temps avec le chef fédéral Maxime Raymond. Il était député de Laurier depuis l'élection générale de 1944[1].
  - Exposition internationale du surréalisme organisée à Paris par André Breton et Marcel Duchamp.

- 8 juillet :
  - Date du célèbre incident de Roswell. Un objet volant non identifié se serait écrasé au Nouveau-Mexique.
  - Premier vol de l'avion de transport américain Boeing 377 Stratocruiser.
  - Premier vol du chasseur soviétique Yakovlev Yak-23.

- 9 juillet : déclaration d’indépendance économique en Argentine.

- 12 juillet : ouverture à Paris d’une conférence économique européenne qui réunit seize pays pour élaborer un plan de redressement basé sur le plan Marshall (fin le 22 septembre). Un programme de reconstruction est élaboré et un comité européen de coopération économique est créé.

- 13 juillet :
  - À Londres, premier concert du quatuor Amadeus (sous le nom de quatuor Brainin).
  - Le silence est d’or, de René Clair, reçoit le prix du meilleur film au festival de Locarno.
  - Inauguration de la conduite souterraine du Mont-Lachaux en Valais, d’une longueur de 2,5 kilomètres, elle approvisionne en eau potable la station de Crans-Montana. Les travaux ont coûté 1,8 million de francs suisses.
  - Grand Prix automobile d'Albi.

- 15 juillet - 20 août : la convertibilité de la livre sterling rétablie le 15 juillet doit être suspendue le 20 août.

- 16 juillet : premier vol du premier hydravion à réaction, le Saunders-Roe SR.A/1.

- 17 juillet : premier vol du prototype du SNCASO SO.95 Corse.

- 18 juillet : l’Exodus, qui tentait d’amener en Palestine 5000 émigrants juifs clandestins, est arraisonné par les Britanniques qui le renvoient en France. C’est le début d’un éprouvant périple qui se terminera en septembre à Hambourg où les troupes britanniques contraindront les passagers à débarquer.

- 19 juillet, Birmanie : U Saw, un rival politique nationaliste, fait assassiner le Premier ministre Aung San avec six membres du Conseil exécutif. Ce même jour, l'ordre de l'insurrection communiste armée arrive de Moscou et Pékin via Calcutta. U Nu, ancien leader étudiant, appelé à diriger l’AFPFL et le gouvernement, succède à Aung San (4 janvier 1948). Il stabilise la situation (1949-1958).

- 20 juillet) : le cycliste Français Jean Robic remporte le Tour de France cycliste devant son compatriote Edouard Fachleitner et l’Italien Pierre Brambilla.

- 21 juillet : prétextant des violations de l’agrément Linggarjati, les Néerlandais lancent une attaque contre la république indonésienne (« opérations de police ») et étendent leur contrôle sur les deux tiers de Java, les grandes plantations et les champs de pétrole de Sumatra.

- 23 juillet : John Gillies Rennie de l'Union nationale québécoise remporte l'élection partielle de Huntingdon. Il affrontait Mae O'Connor, première femme candidate dans une circonscription lors d'une élection provinciale[2].

- 25 juillet : à Nuremberg, acte d'accusation du procès des Einsatzgruppen.

- 26 juillet :
  - Aux États-Unis d’Amérique, création de la CIA.
  - En Suisse, une collision entre deux trains à Bennau, dans le canton de Schwytz, provoque la mort de 10 personnes.
  - Jusqu’au 2 aout : le 32e congrès mondial d’espéranto a lieu à nouveau à Berne ; le précédent avait eu lieu avant la Seconde Guerre mondiale.

- 27 juillet : Catherine Labouré, qui avait les apparitions de la Vierge Marie à l'origine de la Médaille miraculeuse, est canonisée par le pape Pie XII.
- 28 juillet : explosion du cargo Ocean Liberty dans le port de Brest et incendie du centre-ville (26 morts, 500 blessés, importantes destructions).

- 29 juillet, Roumanie : le Parti national paysan est interdit, et son leader, Iuliu Maniu, est condamné à la détention à perpétuité en octobre.

## Naissances
- 1er juillet : Marc Benno, chanteur et guitariste américain.
- 2 juillet : Larry David, humoriste, scénariste et acteur américain.
- 4 juillet : Lembit Ulfsak, acteur estonien († 22 mars 2017).
- 6 juillet :
  - Richard Beckinsale, acteur britannique († 19 mars 1979).
  - Érik Colin, acteur et directeur artistique français († 15 novembre 2013).
  - Jean-Pierre Mir, joueur de rugby français († 3 juin 2015).
  - Shelley Hack, mannequin, actrice, personnalité politique et productrice américaine.
- 7 juillet : Gérard Huet, informaticien français.
- 8 juillet : 
  - Jenny Diski, essayiste, romancière et scénariste anglaise († 28 avril 2016).
  - Patrice d'Ollone, pianiste et compositeur français.
- 9 juillet :
  - O. J. Simpson, joueur de football américain († 10 avril 2024).
  - Mirabela Dauer : chanteuse roumaine.
- 10 juillet :
  - Christine Caron, nageuse française, championne olympique.
  - Arlo Guthrie, musicien américain.
- 12 juillet : Gareth Edwards, joueur de rugby à XV gallois.
- 13 juillet : François M’Pelé, footballeur congolais.
- 14 juillet : Navin Ramgoolam, politicien et premier ministre mauricien.
- 17 juillet :
  - Jean-Pierre Lecocq, scientifique et entrepreneur belge († 20 janvier 1992).
  - Camilla Parker Bowles, duchesse de Cornouailles, seconde épouse de SAR Charles, Prince de Galles.
- 18 juillet : Jean-Pierre Poisson, peintre franco-suisse.
- 19 juillet : Brian May, guitariste du groupe de rock britannique Queen
- 20 juillet :
  - Colette Alliot-Lugaz, soprano française.
  - Gerd Binnig, physicien allemand, prix Nobel de physique en 1986.
  - Carlos Santana, guitariste mexicain.
- 21 juillet :
  - Jean-Pierre Bourguignon, mathématicien français.
  - William S. Burroughs Jr., écrivain américain († 3 mars 1981).
  - Morice Benin, auteur-compositeur-interprète de chanson française († 19 janvier 2021).
- 22 juillet :
  - Albert Brooks, réalisateur, acteur et scénariste américain.
  - Gilles Duceppe (chef du Bloc québécois)
  - Bill Matthews, politicien fédéral canadien provenant de Terre-Neuve-et-Labrador.
- 23 juillet : 
  - Giuseppe Longo, mathématicien, logicien et épistémologue italien.
  - David Bordwell, auteur et théoricien du cinéma américain († 29 février 2024).
- 24 juillet :
  - Jacques Fouroux, rugbyman français. († 17 décembre 2005).
  - Robert Hays, acteur, producteur et réalisateur américain.
  - Miranda Jane Green, archéologue britannique.
- 26 juillet :
  - Nicole Notat, personnalité française ex-secrétaire général de la CFDT et Présidente de Vigeo.
  - Jaime Semprun, essayiste et éditeur français († 3 août 2010).
- 27 juillet : Serge Bouchard, anthropologue et écrivain québécois († 11 mai 2021).
- 30 juillet :
  - Françoise Barré-Sinoussi, virologue française, prix Nobel de physiologie ou médecine en 2008.
  - Arnold Schwarzenegger, bodybuilder, acteur, homme politique et homme d'affaires américain.
- 31 juillet : Stone (Stone et Charden) (Annie Gautrat), chanteuse française.

## Décès
- 13 juillet : Warwick Armstrong, 68 ans, joueur de cricket australien. (° 22 mai 1879).
- 17 juillet :
  - Camille Jacquemin, compositeur belge (° 7 décembre 1899).
  - Sisowath Youtevong, premier ministre cambodgien (° 1913).
- 19 juillet : Aung San, premier ministre birman, et six de ses ministres.
- 24 juillet : Ernest Austin, compositeur anglais (° 31 décembre 1874).
- 25 juillet : Alexandre Dénéréaz, compositeur, organiste et musicien vaudois (° 31 juillet 1875).
- 31 juillet : Louis François Cabanes, peintre français (° 1er mai 1867).